# 定員
定員（ていいん）とは、団体の所属、施設や乗り物などの収容に関する最大人員。

## 概説
組織・団体などの場合、定員とは組織・団体に属しうる最大数の人員のことを指す。一般に組織・団体の規則などで人員を決定される。公務員の場合には法律で定員が決まっている。定員を超過した場合には、組織外の人間が新たに組織に加入することは制限され、また所属している人数が定員を超過していれば超過分については「余剰人員」といわれ、削減の対象となることが多い。もっとも、株式会社など、私的な団体においての整理解雇は規則次第である。しかし公務員については、余剰人員は分限処分の対象となる。
施設・設備・自動車・鉄道車両・航空機等、ある区画の中に人を入れる場合には、定員とはある一定の基準の下にその区画内に入れる最大人数、またはその目安という意味がある。区画の中に入れる人数については、座席（立ち席を含む）としての性格があるため、面積に応じて決定される場合が多い。また、自動車の場合は座席、バス・鉄道等の公共交通機関では座席数のほか、乗り合いの場合はつり革の数を含めて定員と呼び、これをもってこの数値とする言い方がある。また、旅客機やエレベーター等の場合、重量をもって決定される。なお、客船や高速バス、乗用車など腰掛の数である「座席定員」のみとなっているものについては、保安定員（ほあんていいん）と言い、これを越えての乗車・乗船を法令上認められておらず、仮に定員を超える場合には法律上の罰則が科せられる。なお、鉄道車両でも特急形車両やグリーン席など特別席では腰掛の数値をもって定員とする場合もあり、またいわゆるロビーカーでは定員0名として扱っている。保安定員ではない場合、基本的にはあくまでも目安（いわゆる「サービス定員」）にすぎないため、定員を超過した場合でも物理的に入れうる限りは入れられることが多い。もっとも、定員制の場合や安全上などで定員に達した場合にはそれ以上の入場・乗車を制限することもある。

## 鉄道車両の定員

### 設計
車両の強度を確保するには、鉄道車両に限らず、重量限界を把握する必要があり、車両そのものの自重と、それに乗客や荷物などの積車重量を考慮する必要がある。ただし、鉄道車両の場合、定員制でない限り定員を上回る人が乗り込んでくる可能性もあることから、想定される上限をベースに安全率をかけて車両の強度が算定される。
定員は冷房装置の冷房能力の設計にも影響する。列車の冷房装置は、外気や機器類の熱のほか、乗客の発する体温にも対応する必要がある。そのため、定員が多い（または乗車率が高い）車両や乗降客が多く扉の開閉回数が多い（= 開時間が長い）と見込まれる車両、または扉の数や開口面積が大きい車両では冷房能力を高くする必要がある。

### 混雑率・乗車率
大要としては鉄道車両や路線バスで等で立席定員を含めた総定員と実際の乗車人数の比率を混雑率または、乗車率という。
一般に通勤時間帯では定員の1.5倍から2.5倍もの乗車率があるとされ、また旧盆や年末年始の帰省ラッシュとも言われる集中移動時には列車の混雑を表すために用いられる。以下、鉄道のケースでは混雑率の値が様々な要因により決められていることを述べる。

#### 乗車率の目安
国土交通省鉄道局によれば目安として混雑率のいくつかの値に対して、下記の定性評価が挙げられている。
| 乗車率 | 説明                                                                       |
| ------ | -------------------------------------------------------------------------- |
| 100％  | 定員乗車。座席に着くか、吊革に捕まるか、ドア付近の柱に捕まることができる。 |
| 150％  | 新聞が楽に読める。                                                         |
| 180％  | 折りたたむなど無理をすれば新聞は読める。                                   |
| 200％  | 体が触れ合い相当圧迫感があるが、週刊誌程度なら何とか読める。               |
| 250％  | 電車が揺れるたびに体が斜めになって身動きがとれず、手も動かせない。         |

#### 『都市交通年報』による定員、混雑率の定義
『都市交通年報』においては混雑率という言葉を使用し、通過人員の輸送力に対する割合と定義している。また、車両の標準定員についても下記のように算定方法を定めている。
- 基本的に料金徴収列車（特急、座席指定車、グリーン車、ホームライナー）は対象外である。
  - 東海道線や横須賀線・総武快速線などは、実際には15両編成であるにもかかわらず13両と記載されている。これは、混雑率の算出は普通車のみが対象となっており、グリーン車2両が除かれているためである。
- 常磐線や中央線などでは各停、快速、中電と別々に統計を出している。
- 私鉄の場合は各事業者の標記定員を標準定員に換算している。その方法として標準定員算出基準を使用。

##### 標準定員算出基準
- ロングシート：運転室などを除いた車内面積を一人あたりの面積で割った値。面積は0.35平方メートル。
- セミクロスシート：車内面積を一人あたりの面積で割った値。面積は0.4平方メートル。クロスシートの座席数が全座席数の80 %以上の場合はオールクロスシートの基準を適用。
- オールクロスシート：座席数。

ただし、都市交通年報は定期券購入客の全てが毎日通勤・通学していることを前提に断面交通量の数字を掲載してきた。実際の流動を想定するには出勤率、登校率を適切に設定するか、自動改札機によるデータの活用など別の手段が必要とされる。

#### 『JISE 7103 通勤用電車－車体設計通則』による定員の定義
車体設計通則は車両技術の観点から定められており、混雑率を定義していないが、車両の定員については定義している。この定員を混雑率の算定に使用する場合もある。
- 乗客定員：座席定員と立席定員の和。
- 座席定員：腰掛幅を乗客一人あたりの占める幅で割った値を採用。車両メーカーと事業者の間で取り決めがない場合の一人当りの幅は430 mm。
- 立席定員：腰掛用座席の面積と腰掛前の一定幅（250 mm）を除いた客室内の床面積のうち、幅が550 mm以上で高さが1,900 mm以上の部分を人の立つ空間として計算の対象とし、それを乗客一人あたりの占める床面積で割った値を採用。車両メーカーと事業者の間で取り決めがない場合の一人当りの広さは0.3平方メートル。

#### 算定方法による差異
上記のように、混雑率算定の元となっている車両定員の定義は大きく分けても2種類が存在し、鉄道事業者が個別の車両形式について腰掛幅を広くとるなどしていた場合、その種類はさらに増える。また、輸送量も一定の前提条件を元に統計数字が公表されている。そのため、同じ車両形式であっても計算方法が異なれば定員は変動し、大手の事業者が地方の事業者に車両を譲渡する際には、シートなどの占有面積が（ほとんど）変化していないのに譲渡先で定員が大幅に変更になっている場合もある。また、国家レベルで輸送力増強の長期計画を定めた運輸政策審議会答申などでは、各路線の答申時点の輸送力と将来目標の輸送力が記載されているが、輸送力をどのように計算したのかは事業者ごとに異なり、雑誌、車体への標記等で各形式別に公表された定員とこれらの答申で一致していないことが多い。また、これらの答申や毎年のリリースで公表される『最混雑1時間』の定義は各路線の事情を勘案して定められ、同一の時間ではない。

#### 混雑率測定における誤差
混雑率測定自体についての問題も存在する。
- 測定手段による誤差

現在輸送力計算の基礎となっているのは目視測定である。この手法は簡便であるが誤差の問題が従来から指摘されてきた。また、1両ごとに測定人員を充てるのか、複数の車両を1人がまとめて測定するのかなど詳細で違いも見られる。他の手段としては自動改札による入出場データの集計する方法、鉄道車両の台車の空気ばねに設置された応加重装置より車重変化を読み取る方法、軌道上に設置したひずみゲージで列車の重量を測定する方法などが考案され、一部は実用されている。しかし、測定精度やコスト面の問題から目視測定に匹敵する普及には至っていない。例えば編成各車の応加重装置の情報を鉄道車両のモニタ装置で一括して扱うシステムは近年の新造車両では一般的な装備となりつつあるが、数10kgオーダーでの測定精度が必要となる上、路線の特性（例えば通学客主体の路線と工場労働者主体の路線では想定する一人あたりの重量は異なる）や、季節による着衣の重量変化に適切に対応することが求められる上、情報システムを整備していない旧型車両と混在して運用される路線では抜き取りデータとならざるを得ない。そのため、新しい測定法を採用したケースでもほとんどは目視測定との併用であるとされる。将来的にはICタグを活用した1名単位の乗車を把握することも考えられている。
- 測定時期による誤差

現在、鉄道事業者各社で混雑率測定を行う時期、頻度は一定していない。
- その他の誤差

測定時間の定義、測定対象列車（全列車か一部列車か）、測定区間の定義などにも違いが見られる。

#### 混雑率表記における前提
現在、都市交通年報や鉄道事業者で公表される各路線の混雑率は最混雑1時間ないし終日のデータである。したがって公表値は対象時間の全列車の平均値であり、個別の列車、あるいは個別の車両の混雑率を表すものではない（簡単な計算例として、混雑率が200%で各車両の定員が等しい4両編成の列車が存在し、1両目が250%、2両目が200%、3両目が150%、4両目が100%の場合、その平均混雑率は175%となり、両端の2両では平均値に比較し著しい乖離が発生する）。駅での旅客流動の研究では、乗降に便利な位置の車両が混雑しやすいことが知られている。
2000年代に入るまで、こうした車両別の混雑データを事業者が定期的に公表することはなかった。しかし2000年代後半から小田急電鉄や東急電鉄など、混雑が激しい路線を有する一部の鉄道会社では、紙媒体で車両別の混雑具合を公表するケースも現れた。
スマートフォンが普及した2014年には、東日本旅客鉄道が「JR東日本アプリ」をリリースして山手線の車両別混雑状況がリアルタイムで確認できるようになった。

#### 混雑率表記の一例
次に一般書（2011年）に記載された通勤路線の混雑率一覧の例を示す 。
| 区間                             | 混雑率 |
| -------------------------------- | ------ |
| 総武本線 錦糸町⇒両国             | 203％  |
| 山手線 上野⇒御徒町               | 202％  |
| 埼京線 板橋⇒池袋                 | 200％  |
| 京浜東北線 上野⇒御徒町           | 198％  |
| 東京メトロ東西線 木場⇒門前仲町   | 197％  |
| 中央本線 中野⇒新宿               | 194％  |
| 南武線 武蔵中原⇒武蔵小杉         | 194％  |
| 高崎線 宮原⇒大宮                 | 192％  |
| 東海道本線 川崎⇒品川             | 190％  |
| 武蔵野線 東浦和⇒南浦和           | 189％  |
| 武蔵野線 船橋法典⇒西船橋         | 188％  |
| 東急田園都市線 池尻大橋⇒渋谷     | 187％  |
| 京浜東北線 大井町⇒品川           | 187％  |
| 小田急小田原線 世田谷代田⇒下北沢 | 187％  |
| 京葉線 葛西臨海公園⇒新木場       | 185％  |
| 湘南モノレール 富士見町⇒大船     | 183％  |
| 横浜線 小机⇒新横浜               | 181％  |
| 横須賀線 新川崎⇒品川             | 181％  |
| 総武線 新小岩⇒錦糸町             | 180％  |

この例のように、一般書籍の中にはもっぱら混雑率の値のみを抽出して記載する例がみられるが、これは実際に集められたデータのうち一部をトリミングしたものに過ぎない（路線を首都圏の一部路線に絞っているほか、調査年次の記載がない）。日本の国土交通省（旧・運輸省）は運輸政策のための基礎的な公開資料として、各鉄道事業者から主要区間の混雑率データを収集し、外郭団体の運輸政策研究機構（旧・運輸経済研究センター）より毎年刊行される『都市交通年報』に掲載している（同省は監修名目で執筆に参加）。『都市交通年報』に掲載される混雑率は線区の事情を考慮し、「主要区間」「測定時間帯」が路線別に決まっており、経年変化を観察するための基礎資料として利用することができる。各鉄道事業者は、混雑率のデータを提出するため、毎年波動的な需要に影響されにくい平日を選んで、上述のように主として目視測定によってデータを収集している。なお、『都市交通年報』に収載されたデータは刊行年の2年前の値である。このような混雑率データは各社のウェブサイト、会社要覧でも概況を示す指標の一つとして掲載されることが多い。

#### 国土交通省による調査
国土交通省は、都市圏における都市鉄道の混雑率を毎年調査している。
三大都市圏主要区間の平均混雑率は、東京圏163%（2018年度163%）、大阪圏126%（126%）、名古屋圏132%（132%）となっている（2019年度）。
2019年度現在、最混雑時間帯1時間の平均混雑率が180%を超えている路線は以下のとおりである。
| 順位 | 路線                 | 区間                  | 混雑率（年度） | 混雑率（年度） | 混雑率（年度） | 混雑率（年度） | 混雑率（年度） | 備考                       |
| 順位 | 路線                 | 区間                  | 2019年         | 2018年         | 2017年         | 2016年         | 2015年         | 備考                       |
| ---- | -------------------- | --------------------- | -------------- | -------------- | -------------- | -------------- | -------------- | -------------------------- |
| 1    | 東京メトロ東西線     | 木場→門前仲町         | 199 %          | 199 %          | 199 %          | 199 %          | 199 %          | 日本の鉄道路線で最混雑路線 |
| 2    | 横須賀線             | 武蔵小杉→西大井       | 195 %          | 197 %          | 196 %          | 191 %          | 193 %          | 湘南新宿ラインを含む       |
| 3    | 総武緩行線           | 錦糸町→両国           | 194 %          | 196 %          | 197 %          | 198 %          | 199 %          |                            |
| 4    | 東海道線             | 川崎→品川             | 193 %          | 191 %          | 187 %          | 184 %          | 182 %          | 上野東京ラインを含む       |
| 5    | 日暮里・舎人ライナー | 赤土小学校前→西日暮里 | 189 %          | 189 %          | 187 %          | 188 %          | 183 %          | 新交通システムで最混雑路線 |
| 6    | 京浜東北線           | 大井町→品川           | 185 %          | 185 %          | 186 %          | 182 %          | 182 %          |                            |
| 7    | 埼京線               | 板橋→池袋             | 185 %          | 183 %          | 185 %          | 180 %          | 183 %          |                            |
| 8    | 中央線(快速)         | 中野→新宿             | 184 %          | 182 %          | 184 %          | 187 %          | 188 %          |                            |
| 9    | 東急田園都市線       | 池尻大橋→渋谷         | 183 %          | 182 %          | 185 %          | 184 %          | 184 %          |                            |
| 10   | 南武線               | 武蔵中原→武蔵小杉     | 182 %          | 184 %          | 189 %          | 188 %          | 190 %          |                            |
| 11   | 総武快速線           | 新小岩→錦糸町         | 181 %          | 181 %          | 181 %          | 181 %          | 180 %          |                            |

### 定員制

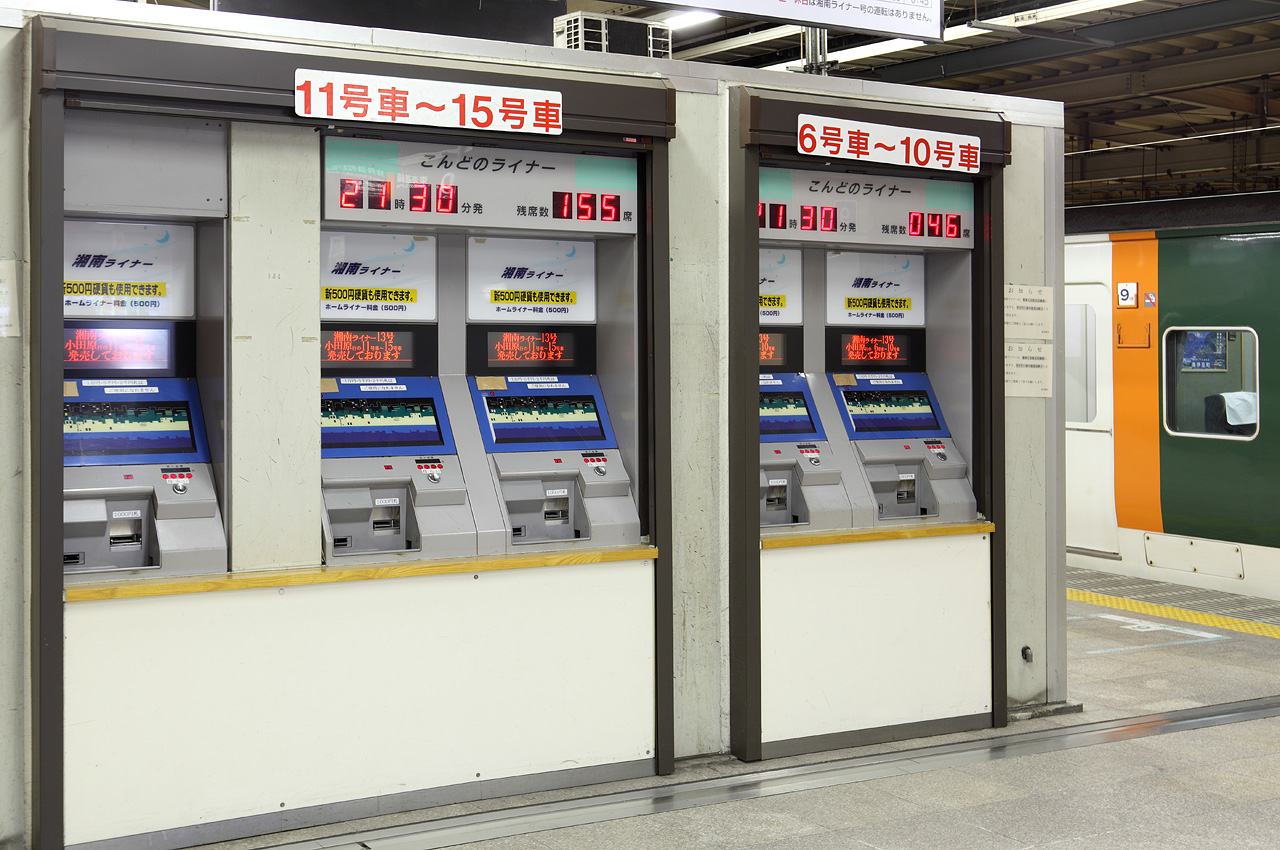
ライナー券販売機の例。
券売機の上に、各乗車口の残席数が表示されている。
（東京駅9・10番ホーム）

定員制（ていいんせい）とは、立ち席が認められていない都市間連絡の高速バスや、ラッシュ時の鉄道において、混雑回避・着席確保のために運行されるホームライナー等で用いられる方式の一つ。
鉄道のホームライナーでは、座席定員分の乗車整理券・ライナー券を運行会社が発行し、乗客はその対価を支払うことで乗車・着席できるシステムとなる。高速バスの場合、乗車する便を指定した乗車券を事前に購入する路線と、便を指定せずに自由に乗車できる路線がある。いずれも空席がなくなると、途中停留所からの利用はできなくなる。
座席指定席券と異なるのは座席の指定ではなく、あくまでも着席確保・乗車優先であるため、窓側・通路側など座席の指定がなされない。ただし、発行時間毎・出発地毎などにより、発券順に列（区画）だけが指定される場合がある。

## 航空機の定員
航空路線でも、運行会社や便によっては定員制をとっている場合があり、給油やトランジットのための寄港地で、長く席を離れる際、使用中であることをアピールしておかないと他の客に席をとられる場合がある。
航空法では機体の定員による制限があり、日本国内では定員が20人以上の旅客機には客室乗務員が必要となる。

## 船舶の定員
船は、定員超過や積載量超過をすることにより復原性を失い転覆しやすくなる。日本では、1933年（昭和8年）に船舶安全法が成立して定員などが規定されるようになったが、終戦後の混乱や意識の低さにより、大幅な定員超過を原因とする転覆事故が多発した。詳細は海難事故の一覧の項を参照のこと。

### 日本で発生した定員超過を原因とする主な事故
- 音戸瀬戸連絡船転覆（1932年） - 広島県音戸町と呉市を結ぶ連絡船が転覆。死者・行方不明者29人。定員23人の船に6倍近くの137人を乗せていたもの[9]。
- 第十東予丸沈没事故（1945年） - 愛媛県伯方島沖合で連絡船が転覆。死者・行方不明者397人。定員210人の船に3倍以上の乗客を乗せていた。
- 河口湖ボート転覆（1949年） - 河口湖で遊覧ボートが湖で転覆。死者16人。定員20人の船に44人を乗せていたもの[10]。
- 内郷丸遭難事件（1954年） - 相模湖で遊覧船が転覆。死者22人。定員19人の船に約4倍の78人を乗せていたもの[11]。